# R-12 Dvina

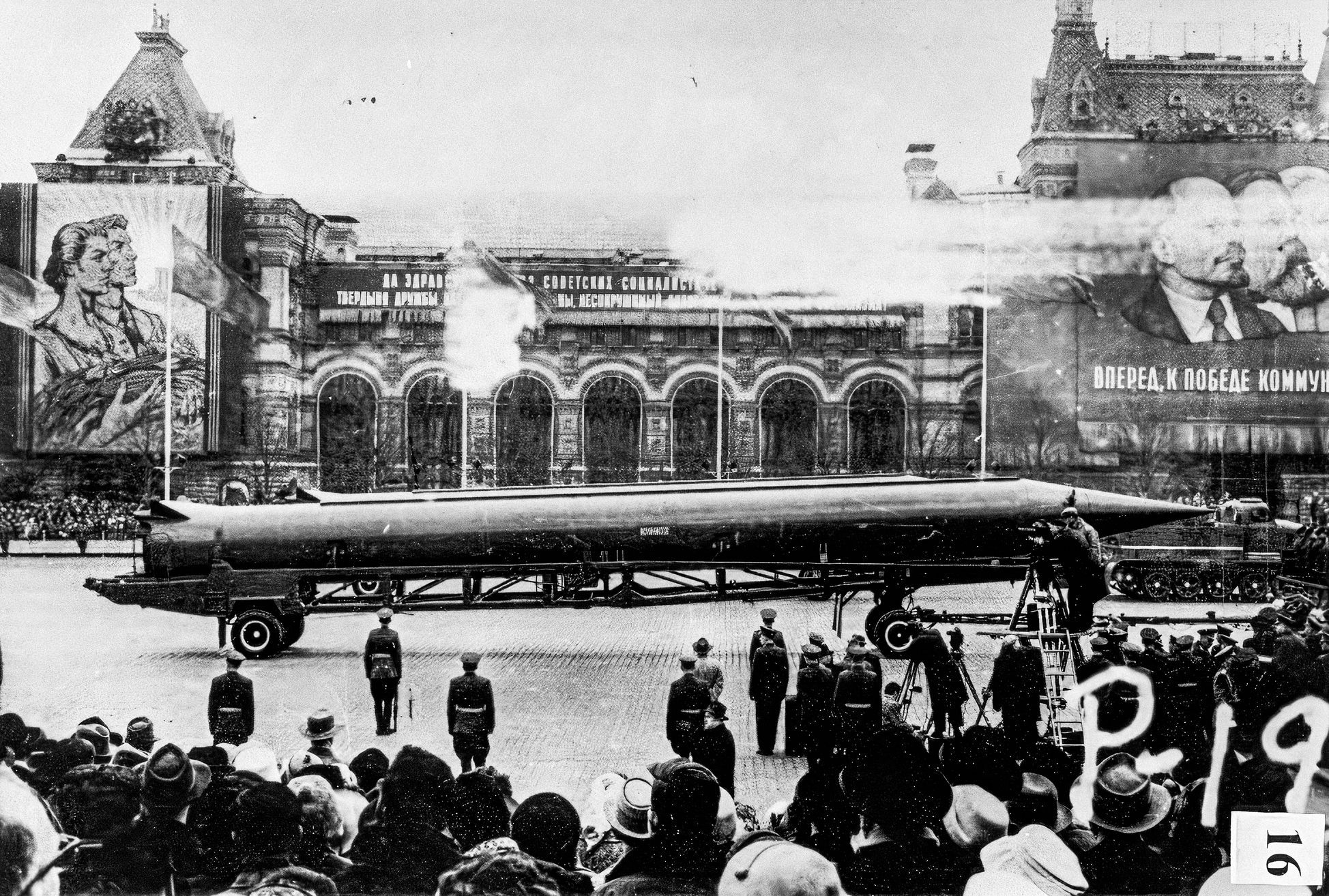
Een R-12 op het Rode Plein in Moskou. Foto uit de periode 1959-1962

De R-12 Dvina (Russisch: P-12 «Двина») was een ballistische raket of TBM (Theatre Ballistic Missile) van de Sovjet-Unie tijdens de Koude Oorlog. De raket kreeg de NAVO-codenaam Sandal SS-2. De Sovjet-Unie kreeg met deze raket de mogelijkheid om doelen op middellange afstand met een megatonklasse-kernkop te bestoken. Door deze in 1962 in Cuba op te stellen, werd de Cubacrisis ontketend. In totaal werden er 2335 van deze raketten geproduceerd. In 1993 werden ze allemaal vernietigd in het kader van de START II-akkoorden.

## Geschiedenis
In de vroege jaren 50 onderzocht ontwerpbureau Joezjmasj onder leiding van Michail Jangel naar een raket die betere prestaties kon leveren dan de R-5 (NAVO-codenaam SS-3 Shyster). Deze raket werd juist door Koroljov bij OKB-1 in productie gebracht. Michail Jangel baseerde zich voor zijn ontwerp op het frame van deze R-5 en een ontwikkelde versie van de motor van de korteafstandsraket R-11. De motor van de R-11 werkte met waterstofnitraat als oxidant en kerosine als brandstof. Hierdoor kon deze raket voor langere perioden worden opgeslagen.